# Jean Arthur
Pour les articles homonymes, voir Arthur.
Jean Arthur, née le 17 octobre 1900 à Plattsburgh et morte le 19 juin 1991 à Carmel-by-the-Sea, est une actrice américaine.
Fille d’un photographe, elle fait ses débuts comme mannequin avant de tourner un premier film muet, Cameo Kirby de John Ford, en 1923.
Durant sa carrière, elle a notamment tourné avec Frank Capra, John Ford, et Howard Hawks. Elle donnait la réplique à Alan Ladd dans le film L'Homme des vallées perdues.
Elle a été nommée aux Oscars en 1944.

## Biographie

### Enfance et débuts
Jean Arthur est née Gladys Georgianna Greene à Plattsburgh (New York) de Johanna Augusta Nelson et Hubert Sidney Greene. Elle avait trois grands frères. Ses grands-parents maternels étaient des immigrants originaires de Norvège qui s'installèrent dans l'Ouest américain.
Elle grandit dans les alentours de Westbrook dans le Maine de 1908 à 1915 quand son père travaillait aux studios Lamson à Portland comme photographe. Produit d'une enfance nomade, elle vécut également à Jacksonville en Floride, à Schenectady dans l'État de New York, et, à l'époque du lycée, dans le quartier de Washington Heights à Manhattan.
Elle aurait inventé son nom de scène à partir de ses deux héros Jeanne d'Arc et le Roi Arthur.
Présageant nombre de ses rôles ultérieurs, elle travailla comme sténographe à Bond Street dans Manhattan pendant la Première Guerre mondiale.

### Carrière

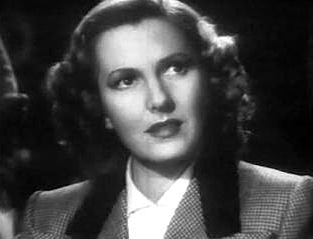
Seuls les anges ont des ailes (1939)

Découverte par la 20th Century Fox alors qu'elle posait pour des publicités à New York au début des années 1920, Jean Arthur fit ses débuts dans le film muet Cameo Kirby (1923), réalisé par John Ford, puis dans des westerns à petit budget et quelques courts-métrages de comédie. Elle fut choisie comme l'une des WAMPAS Baby Stars en 1929, mais elle resta cantonnée au rôle de l'ingénue. C'est sa voix particulière et profonde – en plus de sa formation sur la scène à Broadway au début des années 1930 – qui lui permit de devenir une vedette dans les films parlants.
En 1935, à l'âge de 34 ans, elle apparaît face à Edward G. Robinson dans la farce de gangsters Toute la ville en parle, également sous la direction de Ford, un rôle qui la rendit populaire. À cette époque, ses cheveux naturellement bruns au cours de ses apparitions dans le cinéma muet, sont teints en blond et le resteront jusqu'à la fin de sa carrière. À l'instar de Claudette Colbert, elle était connue pour manœuvrer de telle sorte à être toujours filmée et photographiée exclusivement à sa gauche ; les deux actrices considéraient ainsi que le côté gauche montrait leur meilleur profil et travaillèrent dur pour le mettre en permanence en avant. En fait, le producteur Harry Cohn aurait décrit ainsi Jean Arthur : « un côté ange, de l'autre cheval ».
Le tournant décisif de sa carrière survient avec Frank Capra qui la choisit pour le premier rôle féminin dans L'Extravagant Mr. Deeds. Capra l'avait remarquée  dans le film Whirlpool en 1934 et avait convaincu Harry Cohn, le patron de la Columbia Pictures de la faire signer pour un rôle de journaliste de caractère tombant amoureuse d'un plouc millionnaire. Dans les années 1930, Jean Arthur sera à l'affiche de trois grands films de Capra : son rôle aux côtés de Gary Cooper en 1936 dans L'Extravagant Mr. Deeds a fait d'elle une star, confirmée par Vous ne l'emporterez pas avec vous (1938) et Monsieur Smith au Sénat en 1939, tous deux face à James Stewart. Elle joue à nouveau avec Gary Cooper, en interprétant Calamity Jane dans Une aventure de Buffalo Bill (1936) de Cecil B. DeMille, et joue une employée de bureau, son rôle le plus courant, avec Ray Milland dans la comédie La Vie facile de Mitchell Leisen. Sa popularité était alors telle qu'elle fut l'une des quatre finalistes pressenties pour le rôle de Scarlett O'Hara dans Autant en emporte le vent ; le producteur du film, David O. Selznick, eut une brève relation avec elle à la fin des années 1920, à l'époque où ils travaillaient tous les deux pour la Paramount.

### Mariages
Son premier mariage, avec le photographe Julian Anker en 1928, a été annulé après une seule journée.
Elle a ensuite épousé le producteur Frank Ross Jr. en 1932. Ils divorcèrent en 1949. Elle n'a pas eu d'enfant.

## Filmographie

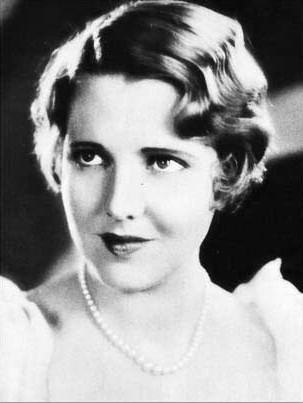
Jean Arthur en 1930

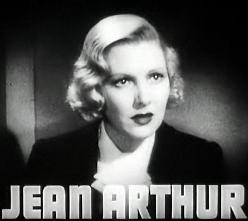
Public Hero n°1 (1935)

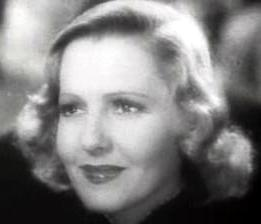
L'Extravagant Mr. Deeds (1936)

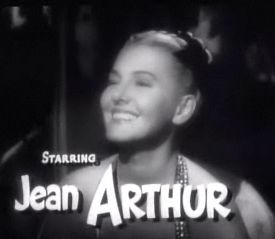
La Scandaleuse de Berlin (1948)

### Années 1920
- 1923 : Cameo Kirby de John Ford : Ann Playdell
- 1923 : The Temple of Venus
- 1923 : Somebody Lied
- 1923 : Spring Fever
- 1924 : Case Dismissed
- 1924 : The Powerful Eye
- 1924 : Wine of Youth de King Vidor : la passionnée d'automobile
- 1924 : Biff Bang Buddy : Bonnie Norton
- 1924 : Fast and Fearless : Mary Brown
- 1924 : Bringin' Home the Bacon : Nancy Norton
- 1924 : Thundering Romance : Mary Watkins
- 1924 : Travelin' Fast : Betty Conway
- 1925 : Les Fiancées en folie (Seven Chances) de Buster Keaton : la réceptionniste au country club
- 1925 : The Drug Store Cowboy : Jean
- 1925 : The Fighting Smile : Rose Craddock
- 1925 : Tearin' Loose : Sally Harris
- 1925 : A Man of Nerve : Loria Gatlin
- 1925 : The Hurricane Horseman de Robert Eddy : June Mathews
- 1925 : Thundering Through : Ruth Burroughs
- 1926 : Under Fire : Margaret Cranston
- 1926 : The Roaring Rider : Mary Watkins
- 1926 : Born to Battle : Eunice Morgan
- 1926 : The Fighting Cheat : Ruth Wells
- 1926 : Eight-Cylinder Bull
- 1926 : The Mad Racer (en)
- 1926 : Ridin' Rivals : Ruth Burroughs
- 1926 : Double Daring : Marie Wells
- 1926 : Lightning Bill : Marie Denton
- 1926 : The Cowboy Cop : Virginia Selby
- 1926 : Twisted Triggers : Ruth Regan
- 1926 : The College Boob : Angela Boothby
- 1926 : The Block Signal : Grace Ryan
- 1927 : Les Écumeurs du Sud (Winners of the Wilderness) de W. S. Van Dyke : Rôle non crédité
- 1927 : Husband Hunters : Lettie Crane
- 1927 : Hello Lafayette
- 1927 : The Broken Gate : Ruth Hale
- 1927 : Horse Shoes : Miss Baker
- 1927 : Bigger and Better Blondes
- 1927 : The Poor Nut : Margie
- 1927 : La Menace masquée (The Masked Menace) : Faith
- 1927 : Flying Luck : la fille
- 1928 : Wallflowers : Sandra
- 1928 : Easy Come, Easy Go (en)
- 1928 : Pan dans le mille (Warming Up) de Fred C. Newmeyer : Mary Post
- 1928 : Brotherly Love de Charles Reisner : Mary
- 1928 : Les Fautes d'un père (Sins of the Fathers) de Ludwig Berger : Mary Spengler
- 1929 : Le Meurtre du canari (The Canary Murder Case) de Malcolm St. Clair et Frank Tuttle : Alys LaFosse
- 1929 : Stairs of Sand : Ruth Hutt
- 1929 : The Mysterious Dr. Fu Manchu de Rowland V. Lee : Lia Eltham
- 1929 : L'Affaire Greene  (The Greene Murder Case), de Frank Tuttle : Ada Greene
- 1929 : La Cadette (The Saturday Night Kid) de A. Edward Sutherland : Janie
- 1929 : Les Voltigeurs de l'espace (Half Way to Heaven) de George Abbott : Greta Nelson

### Années 1930
- 1930 : La Rue de la chance (Street of Chance) de John Cromwell : Judith 'Babe' Marsden
- 1930 : Young Eagles de William Wellman : Mary Gordon
- 1930 : Paramount on Parade de Dorothy Arzner : Sweetheart (Dream Girl)
- 1930 : The Return of Dr. Fu Manchu de Rowland V. Lee : Lia Eltham
- 1930 : Danger Lights : Mary Ryan
- 1930 : The Silver Horde de George Archainbaud : Mildred Wayland
- 1931 : The Gang Buster : Sylvia Martine
- 1931 : The Virtuous Husband : Barbara Olwell
- 1931 : The Lawyer's Secret de Louis Gasnier de Max Marcin : Beatrice Stevens
- 1931 : Ex-Bad Boy : Ethel Simmons
- 1933 : Get That Venus : Margaret Rendleby
- 1933 : The Past of Mary Holmes de Harlan Thompson et Slavko Vorkapich : Joan Hoyt
- 1934 : Whirlpool : Sandra Morrison
- 1934 : The Most Precious Thing in Life de  Lambert Hillyer : Ellen Holmes, alias Biddy, Babe
- 1934 : The Defense Rests de Lambert Hillyer : Joan Hayes
- 1935 : Toute la ville en parle (The Whole Town's Talking) de John Ford : Wilhelmina 'Bill' Clark
- 1935 : Party Wire : Marge Oliver
- 1935 : Les Hommes traqués (Public Hero n°1), de J. Walter Ruben : Maria Theresa 'Terry' O'Reilly
- 1935 : Diamond Jim de A. Edward Sutherland : Jane Matthews / Emma
- 1935 : Un danger public (The Public Menace) d'Erle C. Kenton : Cassie
- 1935 : La Fiancée imprévue (If You Could Only Cook) de William A. Seiter : Joan Hawthorne
- 1936 : L'Extravagant Mr. Deeds (Mr. Deeds Goes to Town) de Frank Capra : Louise 'Babe' Bennett / Mary Dawson
- 1936 : Mon ex-femme détective (The Ex-Mrs. Bradford) de Stephen Roberts : Paula Bradford
- 1936 : Aventure à Manhattan (Adventure in Manhattan) de Edward Ludwig : Claire Peyton
- 1936 : Une aventure de Buffalo Bill (The Plainsman) de Cecil B. DeMille : Calamity Jane
- 1936 : L'École des secrétaires (More Than a Secretary) de Alfred E. Green : Carol Baldwin
- 1937 : Le Destin se joue la nuit (History Is Made at Night) de Frank Borzage : Irene Vail
- 1937 : La Vie facile (Easy Living) de Mitchell Leisen : Mary Smith
- 1938 : Vous ne l'emporterez pas avec vous (You Can't Take It with You) de Frank Capra : Alice Sycamore
- 1939 : Seuls les anges ont des ailes (Only Angels Have Wings) de Howard Hawks : Bonnie Lee
- 1939 : Monsieur Smith au sénat (Mr. Smith Goes to Washington) de Frank Capra : Clarissa Saunders

### Années 1940
- 1940 : Trop de maris (Too Many Husbands) de Wesley Ruggles : Vicky Lowndes
- 1940 : Arizona de Wesley Ruggles : Phoebe Titus
- 1941 : Le Diable s'en mêle (The Devil and Miss Jones) de Sam Wood : Mary Jones
- 1942 : La Justice des hommes (The Talk of the Town) de George Stevens : Miss Nora Shelley
- 1943 : Plus on est de fous (The More the Merrier) de George Stevens : Constance 'Connie' Milligan
- 1943 : La Fille et son cow-boy (A Lady Takes A Chance) de William A. Seiter : Molly J. Truesdale
- 1944 : The Impatient Years de Irving Cummings : Janice Anderson
- 1948 : La Scandaleuse de Berlin (A Foreign Affair) de Billy Wilder : député Phoebe Frost

### Années 1950
- 1953 : L'Homme des vallées perdues (Shane) de George Stevens : Marian Starrett

Télévision
- 1966 : The Jean Arthur Show (série TV) : Patricia Marshall (épisodes inconnus, 1966)

## Distinctions

### Récompense
- WAMPAS Baby Stars 1929

### Nomination
- Oscars 1944 : meilleure actrice pour Plus on est de fous